# Mariosousa usumacintensis
Mariosousa usumacintensis là một loài thực vật có hoa trong họ Đậu. Loài này được (Lundell) Seigler & Ebinger mô tả khoa học đầu tiên năm 2006.